# بيرنان (إزار)
بيرنان (بالفرنسية: Bernin) هي بلدية في إقليم إزار بمنطقة أفيرن–رون ألب في جنوب شرق فرنسا.